# Kosmos 1417
Kosmos 1417, sovjetski vojni navigacijski i komunikacijski satelit iz programa Kosmos. Vrste je Parus.
Lansiran je 19. listopada 1982. godine u 05:58 s kozmodroma Pljesecka, s mjesta 132/1. Lansiran je u nisku orbitu oko planeta Zemlje raketom nosačem Kosmos-3M 11K65M. Orbita mu je 959 km u perigeju i 1009 km u apogeju. Orbitne inklinacije je 82,97°. Spacetrackov kataloški broj je 13617. COSPARova oznaka je 1982-102-A. Zemlju obilazi u 104,78 minuta. Pri lansiranju bio je mase 810 kg. 
Iz misije su ostala još trij dijela koji su ostali kružiti u niskoj orbiti.

## Vanjske poveznice
- N2YO.com Search Satellite Database (engl.)
- Celes Trak SATCAT Format Documentation (engl.)
- Kunstman  Arhivirana inačica izvorne stranice od 12. kolovoza 2019. (Wayback Machine) Satellites in Orbit (engl.)